# 27

## Události
- Tiberius odchází na Capri
- velký požár v Římě
- umučení a zmrtvýchvstání Ježíše Krista – nejpravděpodobnější datum

## Narození
- Agrippa II.

## Úmrtí
- Ježíš Kristus – nejpravděpodobnější datum úmrtí

## Hlava státu
- Římská říše – Tiberius (14–37)
- Parthská říše – Artabanos II. (10/11–38)
- Kušánská říše – Heraios (1–30)
- Čína, dynastie Chan (206 př. n. l. – 220 n. l.) – Kuang Wu-ti (25–57)
- Markomani – Marobud (?–37)